# Arctostaphylos
Arctostaphylos Adans., 1763 è un genere di piante della famiglia delle Ericacee

## Distribuzione e habitat
La gran parte delle specie del genere Arctostaphylos è endemica del Nord America. L'areale del genere si estende in prevalenza sul versante continentale occidentale, dalla Columbia Britannica sino al Messico e al Guatemala. 
Una specie, A. uva-ursi, ha una distribuzione circumpolare che comprende, oltre al Nord America, anche Asia ed Europa. La maggiore biodiversità si concentra nella  provincia floristica della California, che si estende dal sud dell'Oregon al nord della Bassa California, in Messico.
L'habitat tipico di queste specie è il chaparral, tipico bioma californiano caratterizzato da un clima mediterraneo più umido nella fascia costiera e da uno mediterraneo più secco nelle zone interne, spesso soggetto ad incendi.

## Tassonomia
Il genere comprende le seguenti specie:
- Arctostaphylos acutifolia Eastw.
- Arctostaphylos andersonii A.Gray
- Arctostaphylos auriculata Eastw.
- Arctostaphylos australis Eastw.
- Arctostaphylos bakeri Eastw.
- Arctostaphylos bolensis P.V.Wells
- Arctostaphylos canescens Eastw.

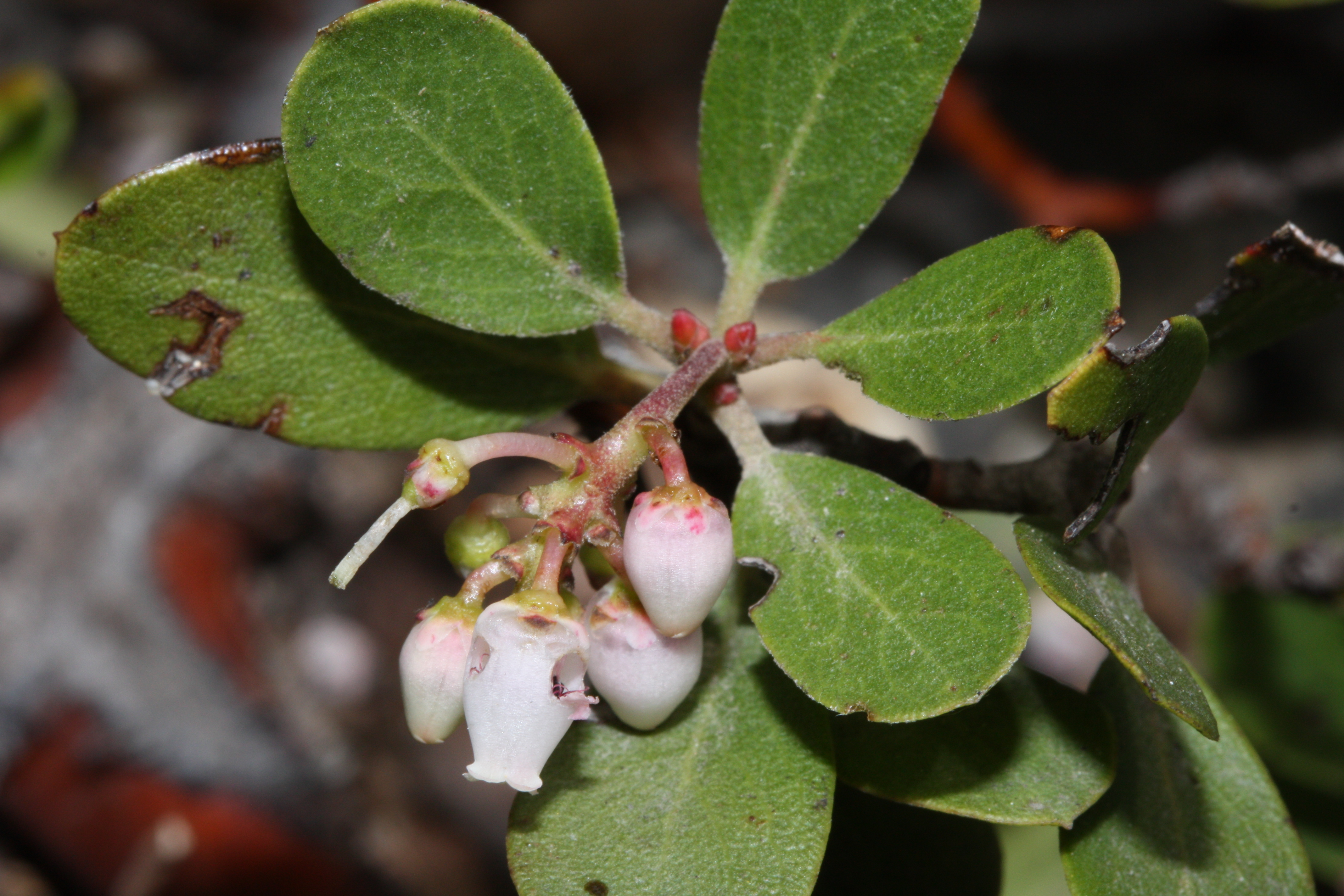
Arctostaphylos nevadensis

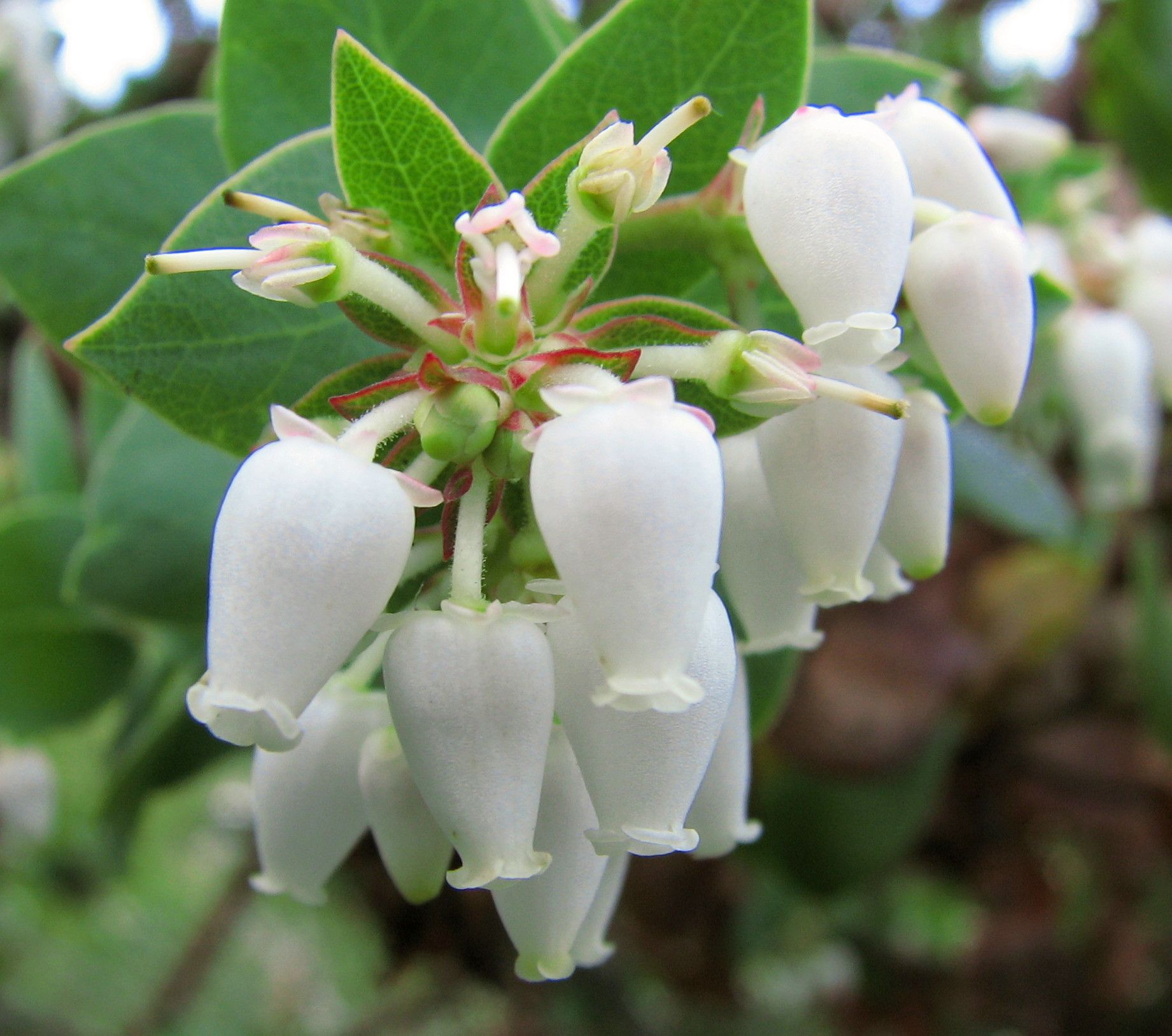
Arctostaphylos pallida

- Arctostaphylos catalinae P.V.Wells
- Arctostaphylos caucasica Lipsch.
- Arctostaphylos columbiana Piper
- Arctostaphylos confertiflora Eastw.
- Arctostaphylos cratericola (Donn.Sm.) Donn.Sm.
- Arctostaphylos crustacea Eastw.
- Arctostaphylos cruzensis Roof
- Arctostaphylos densiflora M.S.Baker
- Arctostaphylos edmundsii J.T.Howell
- Arctostaphylos franciscana Eastw.
- Arctostaphylos gabilanensis V.T.Parker & M.C.Vasey
- Arctostaphylos glandulosa Eastw.
- Arctostaphylos glauca Lindl.
- Arctostaphylos glutinosa B.Schreib.
- Arctostaphylos × helleri Eastw.
- Arctostaphylos hispidula Howell
- Arctostaphylos hookeri G.Don
- Arctostaphylos hooveri P.V.Wells
- Arctostaphylos imbricata Eastw.
- Arctostaphylos incognita J.E.Keeley, Massihi, J.Delgad. & Hirales
- Arctostaphylos insularis Greene & Parry
- Arctostaphylos × jepsonii Eastw.
- Arctostaphylos klamathensis S.W.Edwards, Keeler-Wolf & W.Knight
- Arctostaphylos × laxiflora A.Heller ex Eastw.
- Arctostaphylos luciana P.V.Wells
- Arctostaphylos malloryi (W.Knight & Gankin) P.V.Wells
- Arctostaphylos manzanita Parry
- Arctostaphylos × media Greene
- Arctostaphylos mewukka Merriam
- Arctostaphylos montana Eastw.
- Arctostaphylos montaraensis Roof
- Arctostaphylos montereyensis Hoover
- Arctostaphylos moranii P.V.Wells
- Arctostaphylos morroensis Wiesl. & B.Schreib.
- Arctostaphylos myrtifolia Parry
- Arctostaphylos nevadensis A.Gray
- Arctostaphylos nissenana Merriam
- Arctostaphylos nortensis (P.V.Wells) P.V.Wells
- Arctostaphylos nummularia A.Gray
- Arctostaphylos obispoensis Eastw.
- Arctostaphylos ohloneana M.C.Vasey & V.T.Parker
- Arctostaphylos osoensis P.V.Wells
- Arctostaphylos otayensis Wiesl. & B.Schreib.
- Arctostaphylos pacifica Roof
- Arctostaphylos pajaroensis J.E.Adams
- Arctostaphylos pallida Eastw.
- Arctostaphylos parryana Lemmon
- Arctostaphylos × parvifolia Howell
- Arctostaphylos patula Greene
- Arctostaphylos pechoensis (Abrams) Dudley ex Abrams
- Arctostaphylos peninsularis P.V.Wells
- Arctostaphylos pilosula Jeps. & Wiesl.
- Arctostaphylos pringlei Parry
- Arctostaphylos pumila Nutt.
- Arctostaphylos pungens Kunth
- Arctostaphylos purissima P.V.Wells
- Arctostaphylos rainbowensis J.E.Keeley & Massihi
- Arctostaphylos refugioensis Gankin
- Arctostaphylos regismontana Eastw.
- Arctostaphylos × repens (J.T.Howell) P.V.Wells
- Arctostaphylos rudis Jeps. & Wiesl.
- Arctostaphylos sensitiva Jeps.
- Arctostaphylos silvicola Jeps. & Wiesl.
- Arctostaphylos stanfordiana Parry
- Arctostaphylos × strigosa Howell
- Arctostaphylos tomentosa (Pursh) Lindl.
- Arctostaphylos uva-ursi (L.) Spreng.
- Arctostaphylos virgata Eastw.
- Arctostaphylos viridissima (Eastw.) McMinn
- Arctostaphylos viscida Parry
- Arctostaphylos wellsii W.Knight

## Conservazione
Oltre la metà delle specie californiane sono molto rare e considerate come minacciate di estinzione.